# Diálogo de Bohm
Diálogo de Bohm ou 'Diálogo Bohmiano' é uma forma de livre associação conduzida em grupos, sem nenhum propósito pré definido em questão, a não ser o mútuo entendimento e a exploração do pensamento humano. Seu objetivo é o de permitir que participantes examinem seus preconceitos, dúvidas e padrões de pensamento. Foi criado por David Bohm, Donald Factor e Peter Garrett a partir de 1983. Bohm publicou seus pontos de vista sobre o diálogo em uma série de artigos entre 1985 e 1991.
O Diálogo de Bohm (usualmente designado como somente como Diálogos por seus praticantes) ocorre em grupos de 10 a 40 pessoas, que senta-se em um único círculo, por algumas horas, em encontros regulares por alguns dias em um ambiente de trabalho dirigido. Os participantes buscam refrear seus próprios pensamentos, motivações, impulsos e julgamentos - para buscar e explorar um pensamento coletivo ou grupal. De acordo com seu proponente, Diálogos não devem ser confundidos com discussões, palestras, discursos ou debates, os quais, segundo Bhom, sugerem o esforço em direção a algum objetivo e não praticar a simples exploração. Reunir-se sem um objetivo ou agenda cria um "espaço livre" para que algo de novo possa surgir.

## Princípios do diálogo de Bohm
1. Não são tomadas decisões colectivas durante o diálogo. Só desta forma se consegue assegurar a liberdade no diálogo. Ninguém é obrigado a falar. Ninguém tem de tirar conclusões
2. Cada pessoa compromete-se a suspender o julgamento sobre as outras durante o diálogo. (P.ex, quando uma pessoa ouve algo com que não concorda, não deve atacar essa ideia). A ideia é evitar confrontos directos.
3. Assim como se suspende o julgamento, cada pessoa procura ser o mais transparente e honesta que conseguir. P.ex. Se a pessoa tem uma ideia que acha que pode ser boa e hesita em partilhá-la por pensar que pode ser controversa, deve compartilhá-la assim mesmo.
4. Cada pessoa procura construir as suas ideias tendo em conta as ideias / pensamentos / histórias já partilhadas pelo grupo. O grupo normalmente chega a ideias que não se esperavam atingir no início da conversa.